# آسمان و زمین (مجموعه تلویزیونی تایگا)
تن تو چی تو (مجموعه تلویزیونی تایگا) (به ژاپنی: 天と地と Ten to Chi to)، هفتمین سری از مجموعه تلویزیونی تایگا و نخستین فیلم رنگی از این سری است که در سال ۱۹۶۹ میلادی از ان‌اچ‌کی پخش شد. داستان این مجموعه به زندگی اوئه‌سوگی کنشین در دوره سنگوکو می‌پردازد.